# انجیل مرقیون
انجیل مرقیون که پیروانش آن را انجیل خداوند یا صرفاً انجیل می‌خواندند، متنی بود که توسط آموزگار مسیحی سده دوم، مرقیون سینوپی به جای انجیل‌های دیگر استفاده می‌شد. اکثر پژوهشگران موافقند که این انجیل نسخه‌ای تغییر یافته از انجیل لوقا بوده‌ است، اگرچه در مقابل چندین تئوری پیچیده برای تقدم مرقیون در سالهای اخیر ارائه شده است.
برخی معتقدند چندین آیه از انجیل مرقیون به‌طور مستقیم در متن پاپیروس ۶۹ به دست ما رسیده است، فرضیه ای که نخستین بار توسط کلر کلیواز ارائه شده است. بازسازی‌های کامل، دقیق و در عین حال بسیار متفاوتی از بخش‌ها یا تمام محتوای انجیل مرقیون توسط چندین تن از محققان انجام شده‌ است، از آن جمله آگوست هان (۱۸۳۲)، تئودور زان (۱۸۹۲)، آدولف فون هارناک (۱۹۲۱/۱۹۲۴)، کنجی تسوتسوی (۱۹۹۲)، جیسون بدان (۲۰۱۳)، دیتر تی راث (۲۰۱۵)، ماتیاس کلینگهارت (۲۰۱۵/۲۰۲۰، ۲۰۲۱)، و آندریا نیکولوتی (۲۰۱۹).

## درون‌مایه
در بازسازیِ متن انجیل مرقیون از نقل‌قول‌های دست دوم متن آن که در نوشته‌های ضد مرقیونی نویسندگان مدافع مسیحیت ارتدکس، به ویژه ترتولیان، اپیفانیوس، گفتگوی آدامانتیوس، و بسیاری دیگر یافت می‌شود استفاده می‌کنند. از بین این شاهدان ثانویه، ترتولیان بیشترین حجم مطالب و ارجاعات، اپیفانیوس دومین و گفتگوی آدامانتیوس سومین حجم منابع را دربردارند.
همانند انجیل مرقس، انجیل مرقیون فاقد هر گونه داستان مربوط به میلاد مسیح بود. همچنین نقل انجیل لوقا از داستان تعمید عیسی نیز در آن وجود نداشت. مطلع انجیل مرقیون تقریباً با چنین جملاتی آغاز می‌شد:
در سال پانزدهم قیصر تیبریوس، پونتیوس پیلاطس که فرماندار یهودیه بود، عیسی به کفرناحوم شهری در جلیل فرود آمد و در روزهای سبت تدریس می‌کرد. (cf. Luke 3:1a, 4:31)
دیگر قسمت‌های انجیل لوقا که در انجیل مرقیون نیامده‌اند عبارت اند از مثل سامری نیکوکار و مثل پسر ناخلف است. : ۱۷۰ 

## سه فرضیه در مورد اناجیل مرقیون و لوقا
سه فرضیه اصلی در مورد رابطه انجیل مرقیون و انجیل لوقا وجود دارد:
۱. انجیل مرقیون از حذف بخش‌هایی از انجیل لوقا به دست آمده‌است (دیدگاه اکثریت).
1. انجیل لوقا از بسط و افزایش انجیل مرقیون به دست آمده‌است (فرضیه شوگلر).
2. انجیل لوقا و مرقیون هر دو تحولات مستقلی از یک انجیل اولیه مشترک هستند (فرضیه سملر).